# Campeonato Asiático de Atletismo de 2009
A 18ª edição do Campeonato Asiático de Atletismo foi o evento esportivo organizado pela Associação Asiática de Atletismo (AAA) no Estádio Olímpico de Guangdong, na cidade de Guangzhou na China entre 10 a 14 de novembro de 2009.   Foram disputados 44 provas no campeonato, no qual participaram 505 atletas de 37 nacionalidades 

## Medalhistas

### Masculino
| Evento                  | Ouro                                                                           | Ouro     | Prata                                                         | Prata    | Bronze                                                                  | Bronze   |
| ----------------------- | ------------------------------------------------------------------------------ | -------- | ------------------------------------------------------------- | -------- | ----------------------------------------------------------------------- | -------- |
| 100 metros              | Zhang Peimeng · China                                                          | 10.28    | Naoki Tsukahara · Japão                                       | 10.32    | Guo Fan · China                                                         | 10.37    |
| 200 metros              | Omar Jouma Bilal Al-Salfa · Emirados Árabes Unidos                             | 21.07    | Shinji Takahira · Japão                                       | 21.08    | Hitoshi Saito · Japão                                                   | 21.10    |
| 400 metros              | Liu Xiaosheng · China                                                          | 46.55    | Yuzo Kanemaru · Japão                                         | 46.60    | Ismail Al-Sabiani · Arábia Saudita                                      | 46.84    |
| 800 metros              | Sajjad Moradi Irão                                                             | 1:48.58  | Mohammad Al-Azemi · Kuwait                                    | 1:48.93  | Adnan Taes · Iraque                                                     | 1:49.00  |
| 1 500 metros            | Mohammed Shaween · Arábia Saudita                                              | 3:46.08  | Chaminda Wijekoon · Sri Lanka                                 | 3:47.01  | Chatholi Hamza · Índia                                                  | 3:48.44  |
| 5 000 metros            | James Kwalia · Catar                                                           | 14:02.90 | Hasan Mahboob · Bahrein                                       | 14:03.44 | Essa Ismail Rashed · Catar                                              | 14:04.52 |
| 10 000 metros           | Hasan Mahboob · Bahrein                                                        | 28:23.70 | Nicholas Kemboi · Catar                                       | 28:25.22 | Ahmad Hassan Abdullah · Catar                                           | 28:28.38 |
| 110 metros barreiras    | Liu Xiang · China                                                              | 13.50    | Shi Dongpeng · China                                          | 13.67    | Park Tae-Kyong Coreia do Sul                                            | 13.82    |
| 400 metros barreiras    | Kenji Narisako · Japão                                                         | 49.22    | Joseph Abraham · Índia                                        | 49.96    | Mubarak Al-Nubi · Catar                                                 | 50.19    |
| 3 000 metros obstáculos | Tareq Mubarak Taher · Bahrein                                                  | 8:33.58  | Lin Xiangqian · China                                         | 8:34.13  | Abubaker Ali Kamal · Catar                                              | 8:34.73  |
| 4×100 metros estafetas  | Japão · Masashi Eriguchi · Naoki Tsukahara · Shinji Takahira · Kenji Fujimitsu | 39.01    | China · Guo Fan · Liang Jiahong · Su Bingtian · Zhang Peimeng | 39.07    | Taipé Chinesa · Tu Chia-Lin · Liu Yuan-Kai · Tsai Meng-Lin · Yi Wei-Che | 39.57    |
| 4×400 metros estafetas  | Japão · Kenji Fujimitsu · Kenji Narisako · Hideyuki Hirose · Yuzo Kanemaru     | 3:04.13  | China · Zhou Jie · Cui Haojing · Wang Youxin · Liu Xiaosheng  | 3:06.60  | Índia · Harpreet Singh · Bibin Mathew · V. B. Bineesh · Shake Mortaja   | 3:06.83  |
| 20 km marcha            | Li Jianbo · China                                                              | 1:22:55  | Chu Yafei · China                                             | 1:22:56  | Park Chil-Sung Coreia do Sul                                            | 1:24:51  |
| Salto em altura         | Manjula Kumara Wijesekara · Sri Lanka                                          | 2.23     | Huang Haiqiang · China                                        | 2.23     | Vitaliy Tsykunov · Cazaquistão                                          | 2.20     |
| Salto à vara            | Liu Feiliang · China                                                           | 5.60     | Yang Quan · China                                             | 5.45     | Daichi Sawano · Japão                                                   | 5.45     |
| Salto em comprimento    | Li Jinzhe · China                                                              | 8.16     | Hussein Al-Sabee · Arábia Saudita                             | 7.96     | Yu Zhenwei · China                                                      | 7.96     |
| Salto triplo            | Roman Valiyev · Cazaquistão                                                    | 16.70    | Zhu Shujing · China                                           | 16.67    | Yevgeniy Ektov · Cazaquistão                                            | 16.49    |
| Lançamento do peso      | Om Prakash Singh · Índia                                                       | 19.87    | Chang Ming-Huang · Taipé Chinesa                              | 19.34    | Zhang Jun · China                                                       | 19.15    |
| Lançamento do disco     | Ehsan Haddadi Irão                                                             | 64.83    | Mohammad Samimi Irão                                          | 64.01    | Wu Tao · China                                                          | 59.27    |
| Lançamento de martelo   | Dilshod Nazarov · Tajiquistão                                                  | 76.92    | Ali Al-Zinkawi · Kuwait                                       | 73.45    | Ma Liang · China                                                        | 70.08    |
| Lançamento de dardo     | Yukifumi Murakami · Japão                                                      | 81.50    | Wang Qingbo · China                                           | 80.25    | Qin Qiang · China                                                       | 80.08    |
| Decatlo                 | Hiromasa Tanaka · Japão                                                        | 7515 pts | Hadi Sepehrzad Irão                                           | 7262 pts | Zhu Hengjun · China                                                     | 7200 pts |

### Feminino
| Evento                  | Ouro                                                                       | Ouro     | Prata                                                                                          | Prata    | Bronze                                                              | Bronze   |
| ----------------------- | -------------------------------------------------------------------------- | -------- | ---------------------------------------------------------------------------------------------- | -------- | ------------------------------------------------------------------- | -------- |
| 100 metros              | Chisato Fukushima · Japão                                                  | 11.27    | Vu Thi Huong · Vietname                                                                        | 11.50    | Hiriyur Manjunath Jyothi · Índia                                    | 11.60    |
| 200 metros              | Momoko Takahashi · Japão                                                   | 23.53    | Vu Thi Huong · Vietname                                                                        | 23.61    | Jiang Lan · China                                                   | 23.65    |
| 400 metros              | Asami Tanno · Japão                                                        | 53.32    | Chen Lin · China                                                                               | 53.55    | Manjit Kaur · Índia                                                 | 53.66    |
| 800 metros              | Zhou Haiyan · China                                                        | 2:04.89  | Margarita Matsko · Cazaquistão                                                                 | 2:05.31  | Truong Thanh Hang · Vietname                                        | 2:05.33  |
| 1 500 metros            | Zhou Haiyan · China                                                        | 4:32.74  | Liu Fang · China                                                                               | 4:33.35  | Truong Thanh Hang · Vietname                                        | 4:33.46  |
| 5 000 metros            | Xue Fei · China                                                            | 16:05.19 | Tejitu Daba Chalchissa · Bahrein                                                               | 16:05.45 | Kavita Raut · Índia                                                 | 16:05.90 |
| 10 000 metros           | Bai Xue · China                                                            | 34:11.14 | Kavita Raut · Índia                                                                            | 34:17.21 | Wang Jiali · China                                                  | 34:22.64 |
| 100 metros barreiras    | Sun Yawei · China                                                          | 13.19    | Asuka Terada · Japão                                                                           | 13.20    | Dedeh Erawati · Indonésia                                           | 13.32    |
| 400 metros barreiras    | Satomi Kubokura · Japão                                                    | 56.62    | Noraseela Mohd Khalid · Malásia                                                                | 57.15    | Natalya Asanova · Uzbequistão                                       | 59.37    |
| 3 000 metros obstáculos | Yoshika Tatsumi · Japão                                                    | 10:05.94 | Sudha Singh · Índia                                                                            | 10:10.77 | Kiran Tiwari · Índia                                                | 10:34.55 |
| 4×100 metros estafetas  | Japão · Maki Wada · Chisato Fukushima · Mayumi Watanabe · Momoko Takahashi | 43.93    | Tailândia · Jintara Seangdee · Phatsorn Jaksuninkorn · Jutamass Tawoncharoen · Nongnuch Sanrat | 44.55    | Coreia do Sul Lee Sun-Ae Kim Ji-Eun Kim Ha-Na Kim Cho-Rong          | 45.46    |
| 4×400 metros estafetas  | China · Chen Yanmei · Tang Xiaoyin · Chen Jingwen · Chen Lin               | 3:31.08  | Índia · Mandeep Kaur · Sini Jose · Chitra K. Soman · Manjit Kaur                               | 3:31.62  | Japão · Satomi Kubokura · Mayumi Watanabe · Mayu Sato · Asami Tanno | 3:31.95  |
| 20 km marcha            | Mayumi Kawasaki · Japão                                                    | 1:30:12  | Yang Yawei · China                                                                             | 1:34:11  | Svetlana Tolstaya · Cazaquistão                                     | 1:36:42  |
| Salto em altura         | Zheng Xingjuan · China                                                     | 1.93     | Nadiya Dusanova · Uzbequistão                                                                  | 1.90     | Svetlana Radzivil · Uzbequistão                                     | 1.87     |
| Salto à vara            | Li Caixia · China                                                          | 4.30     | Wu Sha · China                                                                                 | 4.15     | Choi Yun-Hee Coreia do Sul                                          | 4.00     |
| Salto em comprimento    | Marestella Torres · Filipinas                                              | 6.51     | Chen Yaling · China                                                                            | 6.28     | Sachiko Masumi · Japão                                              | 6.28     |
| Salto triplo            | Olga Rypakova · Cazaquistão                                                | 14.53    | Xu Tingting · China                                                                            | 14.11    | Irina Litvinenko · Cazaquistão                                      | 13.99    |
| Lançamento do peso      | Gong Lijiao · China                                                        | 19.04    | Liu Xiangrong · China                                                                          | 17.55    | Leila Rajabi Irão                                                   | 16.71    |
| Lançamento do disco     | Song Aimin · China                                                         | 63.90    | Ma Xuejun · China                                                                              | 63.63    | Krishna Poonia · Índia                                              | 59.84    |
| Lançamento de martelo   | Zhang Wenxiu · China                                                       | 72.07    | Hao Shuai · China                                                                              | 65.87    | Yuka Murofushi · Japão                                              | 61.99    |
| Lançamento de dardo     | Liu Chunhua · China                                                        | 57.93    | Li Lingwei · China                                                                             | 55.13    | Kim Kyong-Ae Coreia do Sul                                          | 53.84    |
| Heptatlo                | Yuliya Tarasova · Uzbequistão                                              | 5840 pts | Yuki Nakata · Japão                                                                            | 5582 pts | Mei Yiduo · China                                                   | 5460 pts |

## Quadro de medalhas
| Ordem | País                   | Medalha de ouro | Medalha de prata | Medalha de bronze | Total |
| ----- | ---------------------- | --------------- | ---------------- | ----------------- | ----- |
| 1     | China                  | 18              | 19               | 10                | 47    |
| 2     | Japão                  | 12              | 5                | 5                 | 22    |
| 3     | Irão                   | 2               | 2                | 1                 | 5     |
| 4     | Bahrein                | 2               | 2                | 0                 | 4     |
| 5     | Cazaquistão            | 2               | 1                | 4                 | 7     |
| 6     | Índia                  | 1               | 4                | 7                 | 12    |
| 7     | Catar                  | 1               | 1                | 4                 | 6     |
| 8     | Uzbequistão            | 1               | 1                | 2                 | 4     |
| 9     | Arábia Saudita         | 1               | 1                | 1                 | 3     |
| 10    | Sri Lanka              | 1               | 1                | 0                 | 2     |
| 11    | Filipinas              | 1               | 0                | 0                 | 1     |
| 11    | Tajiquistão            | 1               | 0                | 0                 | 1     |
| 11    | Emirados Árabes Unidos | 1               | 0                | 0                 | 1     |
| 14    | Vietname               | 0               | 2                | 2                 | 4     |
| 15    | Kuwait                 | 0               | 2                | 0                 | 2     |
| 16    | Taipé Chinesa          | 0               | 1                | 1                 | 2     |
| 17    | Malásia                | 0               | 1                | 0                 | 1     |
| 17    | Tailândia              | 0               | 1                | 0                 | 1     |
| 19    | Coreia do Sul          | 0               | 0                | 5                 | 5     |
| 20    | Indonésia              | 0               | 0                | 1                 | 1     |
| 20    | Iraque                 | 0               | 0                | 1                 | 1     |
| Total | Total                  | 44              | 44               | 44                | 132   |

## Participantes
- Bahrein (12)
- Bangladesh (1)
- Brunei (1)
- China (77)
- Taipé Chinesa (22)
- Hong Kong (16)
- Índia (53)
- Indonésia (6)
- Irão (15)
- Iraque (5)
- Japão (55)
- Jordânia (5)
- Cazaquistão (23)
- Kuwait (9)
- Quirguistão (3)
- Laos (1)
- Líbano (2)
- Macau (4)
- Malásia (17)
- Maldivas (1)
- Mongólia (6)
- Nepal (4)
- Coreia do Norte (3)
- Omã (5)
- Filipinas (5)
- Catar (9)
- Arábia Saudita (17)
- Singapura (10)
- Coreia do Sul (26)
- Sri Lanka (21)
- Síria (4)
- Tajiquistão (5)
- Tailândia (25)
- Turquemenistão (2)
- Emirados Árabes Unidos (6)
- Uzbequistão (19)
- Vietname (10)

Legenda
| Recorde mundial       | Recorde mundial (World record)               |                       | Recorde africano                      | Recorde africano (African) |                                           | Q | Classificado por posição (Qualified) |
| Recorde do campeonato | Recorde do campeonato (Championship record)  | Recorde da América    | Recorde da América (Americas)         | q                          | Classificado por melhor tempo (Qualified) |   |                                      |
| Melhor marca do ano   | Melhor marca do ano (World leading)          | Recorde asiático      | Recorde asiático (Asian)              | DNS                        | Não largou (Did not start)                |   |                                      |
| Recorde nacional      | Recorde nacional (National record)           | Recorde europeu       | Recorde europeu (European)            | DNF                        | Não terminou (Did not finish)             |   |                                      |
| Recorde pessoal       | Recorde pessoal do atleta (Personal best)    | Recorde da Oceania    | Recorde da Oceania (Oceania)          | DSQ / DQ                   | Desclassificado (Disqualified)            |   |                                      |
| Recorde da temporada  | Recorde da temporada do atleta (Season best) | Recorde sul-americano | Recorde sul-americano (South America) | NM                         | Sem marca (No mark)                       |   |                                      |